# Venarsal
Venarsal est une ancienne commune du sud-ouest de la France, située dans le département de la Corrèze dans la région Nouvelle-Aquitaine, devenue le 1er janvier 2016 une commune déléguée au sein de la commune nouvelle de Malemort.

## Géographie
Venarsal se situe à 10 km à l'est de Brive sur la D141. La commune est construite autour de son église du XIIe siècle. Cette petite commune de 314 hectares, située sur un plateau, offre un large panorama vers les vallées encaissées de la Corrèze et de son affluent, la Couze. Les maisons sont faites de grès rouge.

### Communes limitrophes
| Sainte-Féréole       |          |                       |
|                      | Venarsal | Saint-Hilaire-Peyroux |
| Malemort-sur-Corrèze |          |                       |

## Histoire
La chapelle et les terres appartenaient aux prieurs de Brive qui les donnèrent à l’abbaye de Beaulieu en 925.

## Politique et administration

### Liste des maires
| Période    | Période          | Identité          | Étiquette | Qualité  |
| ---------- | ---------------- | ----------------- | --------- | -------- |
| avant 1981 | ?                | Fernand Rouzier   | DVG       |          |
| mars 2001  | 31 décembre 2015 | Christian Manière |           | Retraité |

### Liste des maires délégués
| Période      | Période  | Identité          | Étiquette | Qualité                                       |
| ------------ | -------- | ----------------- | --------- | --------------------------------------------- |
| janvier 2016 | En cours | Christian Manière |           | Retraité Ancien maire de Venarsal (2001-2015) |

## Démographie
| 1793 | 1800 | 1806 | 1821 | 1831 | 1836 | 1841 | 1846 | 1851 |
| ---- | ---- | ---- | ---- | ---- | ---- | ---- | ---- | ---- |
| 304  | 333  | 308  | 358  | 353  | 378  | 351  | 393  | 405  |

| 1856 | 1861 | 1866 | 1872 | 1876 | 1881 | 1886 | 1891 | 1896 |
| ---- | ---- | ---- | ---- | ---- | ---- | ---- | ---- | ---- |
| 364  | 352  | 352  | 322  | 337  | 336  | 324  | 327  | 328  |

| 1901 | 1906 | 1911 | 1921 | 1926 | 1931 | 1936 | 1946 | 1954 |
| ---- | ---- | ---- | ---- | ---- | ---- | ---- | ---- | ---- |
| 335  | 334  | 320  | 262  | 253  | 244  | 227  | 183  | 181  |

| 1962 | 1968 | 1975 | 1982 | 1990 | 1999 | 2007 | 2012 | 2013 |
| ---- | ---- | ---- | ---- | ---- | ---- | ---- | ---- | ---- |
| 190  | 203  | 185  | 265  | 344  | 369  | 428  | 515  | 514  |

## Lieux et monuments
- Église du XIIe siècle.
- Monuments aux morts.
- Le barrage de la Couze.
- Le reliquaire de Saint Barthélémy la fontaine de Saint-Martial.
- La fontaine de Saint-Martial.
- La pietà de bois.
- La stèle aux martyrs (Jean-Baptiste Thomas et François Rouzier[5]).

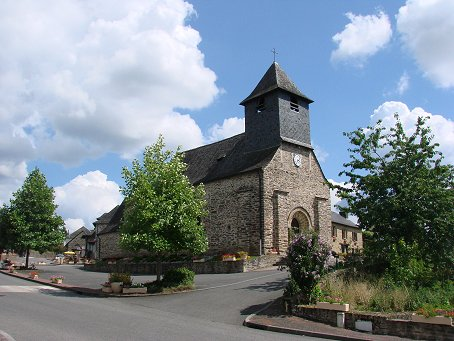
Église du XIIe siècle.
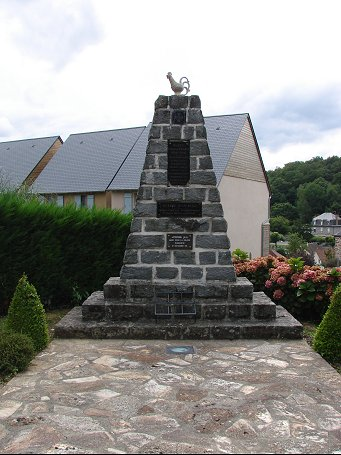
Monuments aux morts de Venarsal.

## Personnalités liées à la commune
- Jean-Baptiste Thomas et François Rouzier[6], résistants et martyrs exécutés par les nazis le 2 avril 1944[5]. Une stèle est érigée à leur mémoire vers le lieu-dit La Gudet[5].

## Héraldique
| Blason de Venarsal | Blason  | D'or à la fasce d'azur chargée de trois étoiles d'argent, accompagnée de trois mouchetures d'hermine de sable, deux en chef et une en pointe. |
| Blason de Venarsal | Détails | Adopté par délibération du conseil municipal le 7 janvier 1984.                                                                               |

### Image

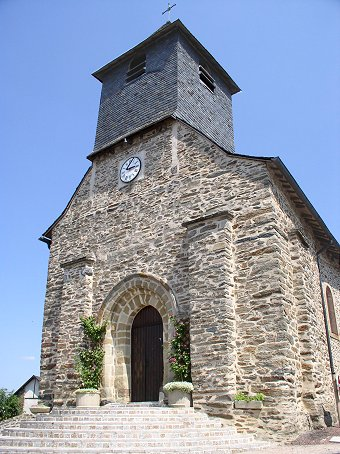
Église.
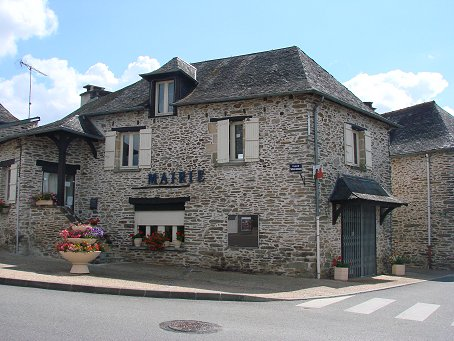
Mairie.
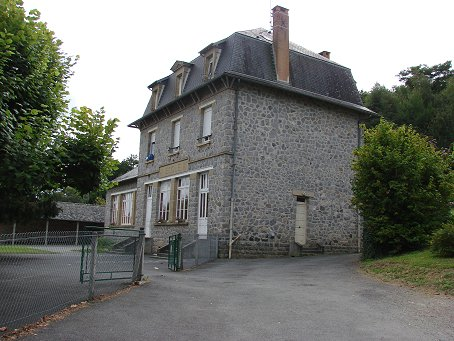
École.
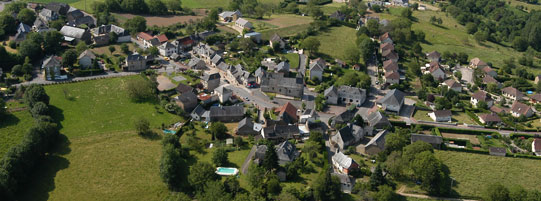
Vue du haut.